# Mathieu Delahousse
Pour les articles homonymes, voir Delahousse.
Mathieu Delahousse, né le 13 octobre 1973 à Amiens (Somme), est un journaliste français spécialisé dans les questions judiciaires, auteur de plusieurs livres et réalisateur de plusieurs films.

## Biographie
Mathieu Delahousse est né le 13 octobre 1973 à Amiens (Somme).
Il est diplômé de l'école de journalisme de Bordeaux (promotion 1994).
À partir de 1994, il travaille à France Info puis à Sud Radio et à RMC (correspondant à Toulouse puis comme présentateur à Monaco). En 1998, il entre à Europe 1 où il est successivement présentateur et reporter spécialiste de la justice. En 2010, il est rédacteur en chef des matinales.
Entre-temps, entre 2007 et 2010, il devient grand reporter au quotidien Le Figaro, spécialiste des affaires judiciaires.
En septembre 2011, il rejoint RTL, comme spécialiste des affaires judiciaires au sein du service des informations générales.
En octobre 2014, il entre à l'Obs, où il dirige la nouvelle cellule « investigation ». Il est aujourd’hui grand reporter au sein de cet hebdomadaire .
En juin 2022, il parvient à suivre un procès à Guantanamo.

## Filmographie
- Taubira, une ministre dans la tempête, Documentaire, Complément d'Enquête, France 2, avril 2014
- Le prix de l'innocence, Documentaire, Envoyé Spécial, France 2, mars 2019
- "Dans les yeux des juges", France 2 (2021) https://www.la-croix.com/Culture/yeux-juges-grand-malaise-justice-2021-12-15-1201190313

## Distinctions
- 2023 : Sélection officielle au Festival du documentaire sur la Justice

## Vie privée
Il est le cousin issu de germain de Laurent Delahousse.